# Löddeköpinge

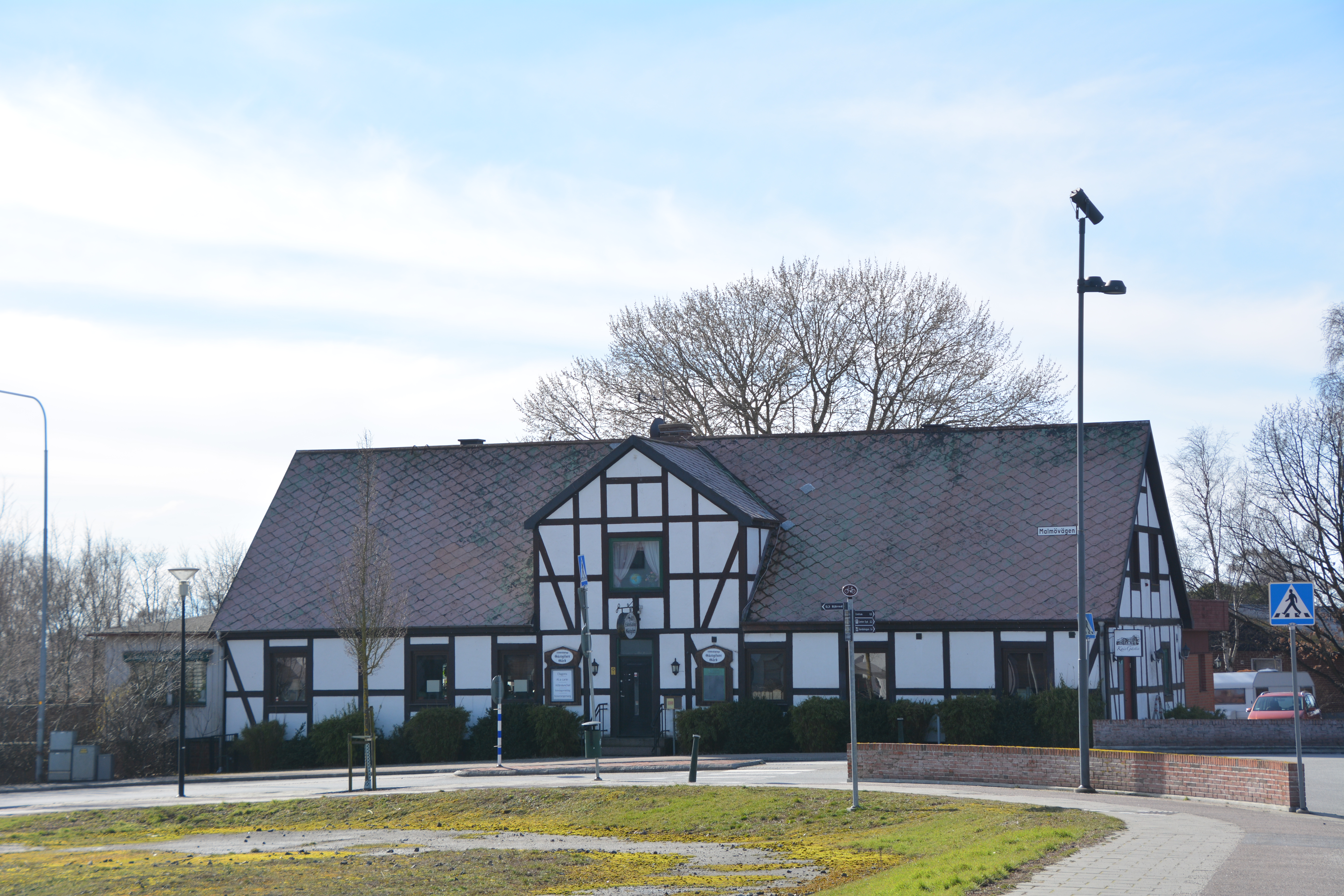
Löddeköpinge Gästgiveri

Löddeköpinge är en tätort i Kävlinge kommun och kyrkby i Löddeköpinge socken i Skåne.  

## Historia
Redan under vikingatiden fanns en av Nordens största marknadsplatser i Löddeköpinge för ett stort och rikt omland med Lödde å som transportled ut till omlastningsplatsen Lödde kar. Strax väster om den nuvarande kyrkan har också legat två stycken stavkyrkor, varav den äldre dateras till omkring 1030. Löddeköpinges historia är i hög grad sammankopplad med Borgeby som ligger mitt emot på andra sidan Lödde å. Både år 1801 och 1803 ägde bondeuppror rum i Löddeköpinge, vilka riktade sig mot av adeln genomförda förändringar i jordbruket och beskattningen.  
Löddeköpinge hade tidigare en station vid järnvägslinjen Kävlinge-Barsebäcks Järnväg.
Filmen "Vårt Löddeköpinge-som vi minns det" berättar om de första 50 åren av Löddeköpinges 1900-talshistoria.

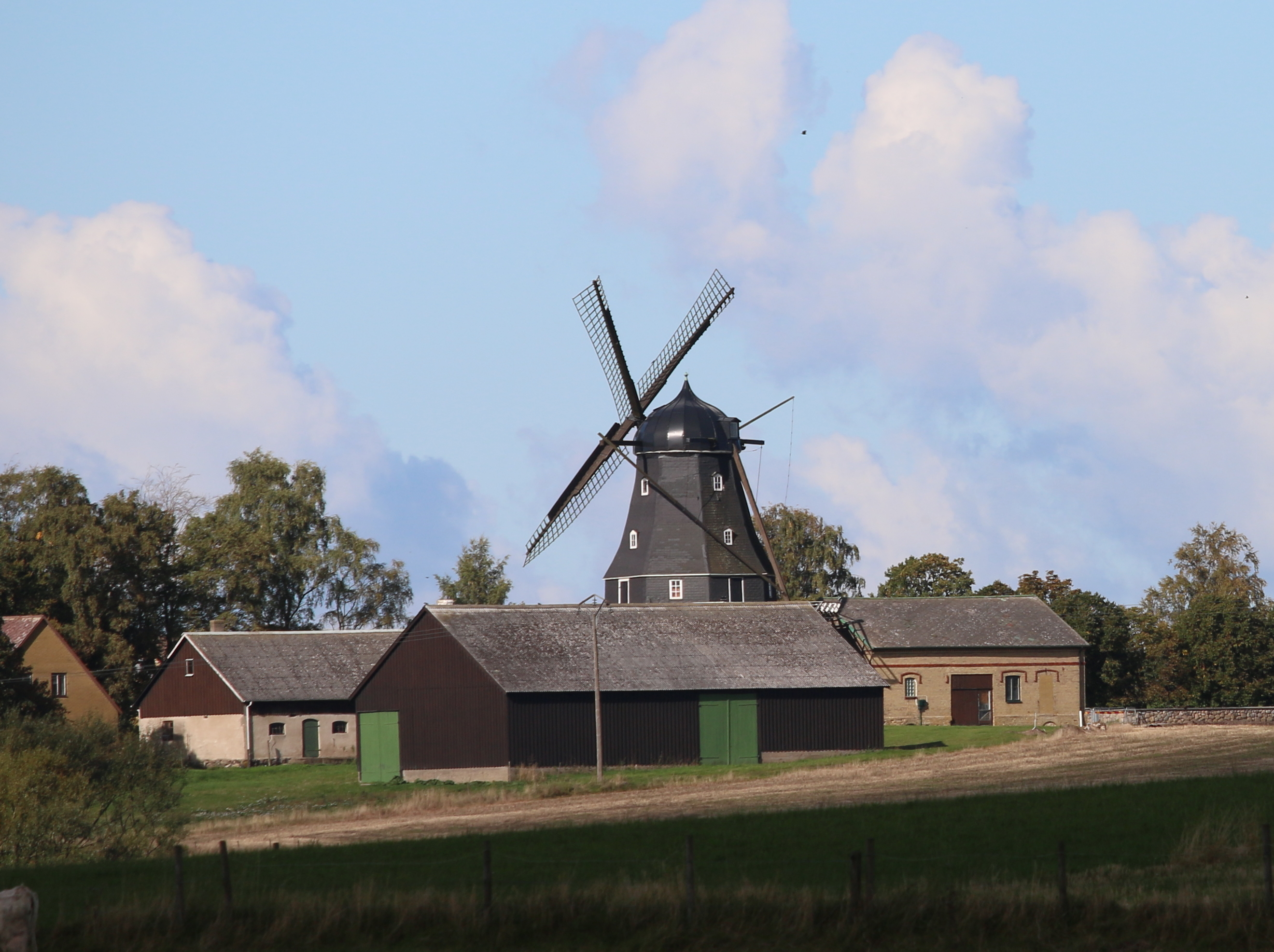
Fredwicksfeldtska möllan

Löddeköpinge kyrka är från 1100-talet, tiden då många kyrkor byggdes runt om i Skåne i samband med att Skåne kristnades. 
I närheten av kyrkan ligger väderkvarnen Fredwicksfeldtska möllan, som nyligen renoverats och fått nya vingar. Möllan är en av de nio kvarnar som fanns längs Lödde å på 1940-talet och som malde säd under andra världskriget.
I östra delen av Löddeköpinge (nära kyrkan) finns en arkeologisk temapark vid namn Vikingatider. På anläggningen Vikingatiders parkeringsplats anordnas motorträffar sommartid.
Byn var även mellan år 1863 och 1973 en egen kommun Löddeköpinge landskommun vilken senare gick upp i Kävlinge kommun.

## Näringsliv

### Handel
Center Syd ligger i Löddeköpinge.
Löddeköpinges Ica-butik flyttade till Center Syd när köpcentrumet öppnade 1991 och bytte i samband med detta namn till Ekonomigrossen. I september 2000 fick den en större lokal och blev en Ica Maxi.
Den 3 november 1950 etablerade sig Konsumtionsföreningen Kävlinge med omnejd i Löddeköpinge genom att öppna en "speceri-, charkuteri- och diversebutik" i en ombyggd militärbarack. År 1961 byggdes Konsum om till snabbköp. Kävlingeföreningen uppgick 1963 i Konsumentföreningen Solidar som därefter lade ner verksamheten på de flesta orter för att koncentrera till Kävlinge och Löddeköpinge. I Löddeköpinge byggde man en ny Konsumbutik som öppnade den 21 november 1974. Solidar byggde senare åter nytt i Löddeköpinge. Den nya Konsum Stormarknad öppnade den 12 juni 1987 och ersatte den gamla butiken som stängt dagen innan. Konsum i Löddeköpinge lades ner den 14 juni 2001.

## Skolor
Tolvåkersskolan är en grundskola belägen i Löddeköpinge. Skolan bedriver numera enbart högstadieverksamhet. Skolan byggdes under 1970-talet och renoverades år 2001. Under februari 2011 begärde föräldrar till elever på skolan att staten skulle gå in och tvångsförvalta den. Utbildningsdepartementet valde att utreda saken. Anmärkningsvärt är att det är första gången regeringen utreder om en kommunal skola ska bli tvångsförvaltad. 
Andra kommunala skolor i Löddeköpinge är Nyvångskolan och Söderparkskolan som båda har låg- och mellanstadium. Det finns även en privat skola som heter Björkenässkolan; verksamheten startade hösten 2009 under namnet HC Education (Human Competence Education). Skolan har låg-, mellan- och högstadium samt fritidsverksamhet. I oktober 2020 bytte Björkenässkolan namn till Noblaskolan och bytte därför även logotyp.

## Sport
Fotbollsklubben IF Lödde har de senaste åren haft flera lag i Juniorallsvenskan Södra Götaland. År 2010 vann också IF Löddes P93-lag Pojkallsvenskan. A-laget befinner sig för närvarande i Division 2. 
Lödde kanotklubb vann SM 1989 och 1996. Susanne Rosenqvist är en löddekanotist som deltog både i OS i Barcelona 1992 och OS i Atlanta 1996, hon tog brons i K4 500 m på båda dessa OS. 
Den lokala handbollsklubben heter  Lödde Vikings HK och spelar sedan säsongen 22/23 i division 2 för både damer och herrar. Till säsongen 22/23 kvalade damerna in till ATG Svenska cupen som enda laget från division 3 den tidigare säsongen.   
Det finns även en framgångsrik och aktiv simförening, Simklubben Lödde, som är kommunens näst största idrottsförening. Simklubben har ett antal svenska mästare på meritlistan och har även haft simmare på t.ex. Europamästerskap. Den är för det mesta baserat på Tolvåkersbadets anläggning som innehåller, förutom själva badanläggningen med tre olika bassänger, även en sporthall, bowlinghall och en utomhusanläggning med fotbollsplan. Intill finns även en golfbana.

## Natur
I västra Löddeköpinge finns Lödde Sandskog, ett rekreationsområde med stigar och löparslingor med elljusspår. Där finns även grillplatser i den vackra skogen. Skogen har ett rikt fågelliv. 
Lödde å som rinner genom samhället är känt för sitt fiske. Sveriges största gäddor, flera individer kring 20 kg har fångats genom åren. 

## Friluftsliv
Löp- och strövmöjligheter finns i Lödde Sandskog. I Lödde å kan man paddla.
Sista etappen av Öresundsleden, som är en del av Skåneleden, slutar i Löddeköpinge.

### Befolkningsutveckling
| Befolkningsutvecklingen i Löddeköpinge 1960–2020 | Befolkningsutvecklingen i Löddeköpinge 1960–2020 | Befolkningsutvecklingen i Löddeköpinge 1960–2020 | Befolkningsutvecklingen i Löddeköpinge 1960–2020 | Befolkningsutvecklingen i Löddeköpinge 1960–2020 |
| ------------------------------------------------ | ------------------------------------------------ | ------------------------------------------------ | ------------------------------------------------ | ------------------------------------------------ |
|                                                  |                                                  |                                                  |                                                  |                                                  |
| År                                               |                                                  |                                                  | Folkmängd                                        | Areal (ha)                                       |
| 1960                                             | 1960                                             |                                                  | 638                                              |                                                  |
| 1965                                             | 1965                                             |                                                  | 822                                              |                                                  |
| 1970                                             | 1970                                             |                                                  | 1 876                                            |                                                  |
| 1975                                             | 1975                                             |                                                  | 3 852                                            |                                                  |
| 1980                                             | 1980                                             |                                                  | 4 858                                            |                                                  |
| 1990                                             | 1990                                             |                                                  | 5 060                                            | 282                                              |
| 1995                                             | 1995                                             |                                                  | 5 304                                            | 306                                              |
| 2000                                             | 2000                                             |                                                  | 5 173                                            | 306                                              |
| 2005                                             | 2005                                             |                                                  | 5 582                                            | 345                                              |
| 2010                                             | 2010                                             |                                                  | 6 290                                            | 362                                              |
| 2015                                             | 2015                                             |                                                  | 6 481                                            | 396                                              |
| 2020                                             | 2020                                             |                                                  | 6 707                                            | 413                                              |
|                                                  |                                                  |                                                  |                                                  |                                                  |